# Ezequiel Calvente
Ezequiel Calvente Criado (Melilla, 12 gennaio 1991) è un calciatore spagnolo, attaccante svincolato.